# Samoa na Letnich Igrzyskach Olimpijskich 1992
Samoa na Letnich Igrzyskach Olimpijskich 1992 reprezentowało  pięciu zawodników: sami mężczyźni. Był to 3 start reprezentacji Samoa na letnich igrzyskach olimpijskich.

## Skład kadry

### Boks
Mężczyźni
- Maselino Tuifao waga półśrednia do 67 kg – 9. miejsce
- Likou Aliu waga średnia do 75 kg – 17. miejsce
- Emilio Leti waga ciężka do 91 kg – 17. miejsce

### Podnoszenie ciężarów
Mężczyźni
- Marcus Stephen waga do 60 kg – 9. miejsce,
- Jeremiah Wallwork waga do 100 kg – 20. miejsce